# Doulevant-le-Château
Doulevant-le-Château település Franciaországban, Haute-Marne megyében. Lakosainak száma 367 fő (2022. január 1.). Doulevant-le-Château Sommevoire, Arnancourt, Baudrecourt, Blumeray, Charmes-la-Grande, Cirey-sur-Blaise és Dommartin-le-Saint-Père községekkel határos.

## Népesség
A település népességének változása:
| Lakosok száma | 433  | 442  | 455  | 444  | 404  | 372  | 363  | 362  | 361  | 367  |
|               | 1968 | 1982 | 1990 | 2006 | 2013 | 2015 | 2017 | 2019 | 2020 | 2022 |